# Nika Ožegović
Nika Ožegović (Zagreb, 21 mei 1985) is een voormalig tennisspeelster uit Kroatië.
Zij begon op achtjarige leeftijd met tennis. Haar favoriete ondergrond is hardcourt. Zij speelt rechtshandig en heeft een tweehandige backhand.

## Loopbaan
Ožegović debuteerde in 2002 op het ITF-toernooi van Dubrovnik (Kroatië). Zij stond later dat jaar voor het eerst in een finale, op het ITF-toernooi van Zagreb (Kroatië) – zij verloor van de Tsjechische Hana Šromová. In 2003 veroverde Ožegović haar eerste titel, op het ITF-toernooi van Athene (Griekenland), door de Spaanse Lourdes Pascual Rodriguez te verslaan. In totaal won zij vijf ITF-titels, de laatste in 2008 in Padua (Italië).
In 2005, 2007 en 2008 vertegenwoordigde zij Kroatië bij de Fed Cup.
In 2007 plaatste zij zich via het kwalificatietoernooi voor het damesenkelspel van Wimbledon. Door winst op Anna-Lena Grönefeld bereikte zij de tweede ronde.
In 2011–2013 speelde zij geen internationale toernooien. Na een laatste poging in 2014 (in de Kroatische plaats Bol) stopte zij met professioneel tennis.

## Posities op deWTA-ranglijst
Positie per einde seizoen:
| jaar | rang enkelspel | rang dubbelspel |
| ---- | -------------- | --------------- |
| 2002 | 775            | 1015            |
| 2003 | 360            | 608             |
| 2004 | 269            | 484             |
| 2005 | 206            | 444             |
| 2006 | 276            | 199             |
| 2007 | 148            | 851             |
| 2008 | 204            | 722             |
| 2009 | 323            | 1029            |
| 2010 | 696            | –               |

## Resultaten grandslamtoernooien
| Legenda | Legenda                          |
| ------- | -------------------------------- |
| g.t.    | geen toernooi gehouden           |
| l.c.    | lagere categorie                 |
| –       | niet deelgenomen                 |
| G       | uitgeschakeld in de groepsfase   |
| 1R      | uitgeschakeld in de eerste ronde |
| 2R      | uitgeschakeld in de tweede ronde |
| 3R      | uitgeschakeld in de derde ronde  |
| 4R      | uitgeschakeld in de vierde ronde |
| KF      | uitgeschakeld in de kwartfinale  |
| HF      | uitgeschakeld in de halve finale |
| F       | de finale verloren               |
| W       | het toernooi gewonnen            |
| w-v     | winst/verlies-balans             |

### Enkelspel
| Toernooi        | 2007 |
| --------------- | ---- |
| Australian Open | –    |
| Roland Garros   | –    |
| Wimbledon       | 2R   |
| US Open         | –    |